# کارل ویتیش
کارل ویتیش (انگلیسی: Karl Wittig; ۱۱ نوامبر ۱۸۹۰ – ۴ سپتامبر ۱۹۵۸) دوچرخه‌سوار اهل آلمان بود.